# Lontar (Tirtayasa)
Lontar is een bestuurslaag in het regentschap Serang van de provincie Banten, Indonesië. Lontar telt 5078 inwoners (volkstelling 2010).